# Michael Bradley (golfer)
Michael John Bradley (Largo, 17 juli 1966) is een Amerikaans golfprofessional.

## Loopbaan
Bradley werd geboren in Largo, Florida, en studeerde voor de Oklahoma State University. In 1988 werd hij een golfprofessional en deed meteen mee aan de Canadese PGA Tour, waar hij het Ontario Open, in 1989, en het Quebec Open, in 1990, heeft gewonnen.
In 1992 deed hij mee aan de qualifying school en kreeg een kaart voor de Amerikaanse PGA Tour, waar hij van 1993 tot en met 2000 voltijds golfde voor de PGA Tour.
In 1995 won hij met de Buick Challenge zijn eerste toernooi van de PGA Tour nadat hij de play-off won van Fred Funk, Davis Love III, John Maginnes en Len Mattiace. Zijn volgende titel was in 1998 door het Doral-Ryder Open te winnen.
Vanaf 2000 speelde hij halftijds voor de PGA tour en de Nationwide Tour. In 2009 won hij het Puerto Rico Open en kreeg van de PGA Tour een voltijds PGA Tour-kaart voor twee jaar. In 2011 won hij voor de tweede keer het Puerto Rico Open.

## Prestaties
Amerikaanse PGA Tour
- 1995: Buick Challenge
- 1998: Doral-Ryder Open
- 2009: Puerto Rico Open
- 2011: Puerto Rico Open

Canadese PGA Tour
- 1989: Ontario Open
- 1989: Quebec Open